# Hiraoka Tasuku
Hiraoka Tasuku (平岡 翼 Hiraoka Tasuku, sinh ngày 23 tháng 2 năm 1996 ở Nara) là một cầu thủ bóng đá người Nhật Bản. Anh thi đấu cho FC Tokyo.

## Sự nghiệp thi đấu
Hiraoka Tasuku gia nhập câu lạc bộ tại J1 League FC Tokyo năm 2014.

## Thống kê sự nghiệp
Cập nhật đến ngày 23 tháng 2 năm 2016.
| Câu lạc bộ          | Mùa giải            | Giải vô địch | Giải vô địch | Cúp Hoàng đế Nhật Bản | Cúp Hoàng đế Nhật Bản | J. League Cup | J. League Cup | AFC     | AFC       | Tổng    | Tổng      |
| Câu lạc bộ          | Mùa giải            | Số trận      | Bàn thắng    | Số trận               | Bàn thắng             | Số trận       | Bàn thắng     | Số trận | Bàn thắng | Số trận | Bàn thắng |
| ------------------- | ------------------- | ------------ | ------------ | --------------------- | --------------------- | ------------- | ------------- | ------- | --------- | ------- | --------- |
| FC Tokyo            | 2014                | 0            | 0            | 0                     | 0                     | 0             | 0             | –       | –         | 0       | 0         |
| FC Tokyo            | 2015                | 0            | 0            | 0                     | 0                     | 0             | 0             | –       | –         | 0       | 0         |
| FC Tokyo            | 2016                | 0            | 0            | 0                     | 0                     | 0             | 0             | 0       | 0         | 0       | 0         |
| Tổng cộng sự nghiệp | Tổng cộng sự nghiệp | 0            | 0            | 0                     | 0                     | 0             | 0             | 0       | 0         | 0       | 0         |